# Russulazwameter
De russulazwameter (Hypomyces armeniacus) is een schimmel behorend tot de familie Hypocreaceae. Het is een biotrofe parasiet die leeft op oude Russula- en Lactarius-vruchtlichamen in bossen en lanen.

## Verspreiding
In Nederland komt de russulazwameter zeer zeldzaam voor. Hij staat op de rode lijst in de categorie 'Gevoelig'.